# Pieve di Incino
La pieve di Incino o pieve di Sant'Eufemia di Incino (in latino: Plebis Incinensis o Plebis Sanctae Euphemiae Incinensis) o pieve di Erba era il nome di un'antica pieve dell'arcidiocesi di Milano e del ducato di Milano con capoluogo Incino, frazione di Erba.
La più antica patrona è stata santa Eufemia a cui è ancora oggi dedicata la chiesa non più prepositurale di Incino, mentre successivamente la titolazione passò a Maria Nascente.

## Storia
Sotto il profilo religioso, è probabile che la sede plebana di Incino esistesse già durante il V secolo. A questo periodo risalgono infatti una serie di epigrafi paleocristiane rinvenute presso la chiesa di Sant'Eufemia. La prima menzione storica della pieve si ritrova tuttavia in un documento datato 1173. Un'altra fonte che ci parla chiaramente dell'esistenza della pieve di Incino è il "Liber Notitiae Sanctorum Mediolanensis" di Goffredo da Bussero il quale riporta che questa pieve, disponeva di un numero notevole di cappelle già all'epoca, e il collegio canonicale era composto di dodici canonici oltre al prevosto che aveva sede in paese. Alla fine del Duecento, la pieve di Incino aveva infatti giurisdizione su sessantun chiese e sessantatré altari. La prosperità raggiunta nel secolo successivo da parte della pieve di Incino fece sì che si diede la possibilità di aggiungere un ulteriore canonico al collegio incinese, che raggiunse così il numero di tredici canonici ordinari, un prevosto e due cappellani che si occupassero delle "cappelle" di competenza della prepositura. Questo clero si occupava della cura d'anime di ventidue chiese parrocchiali e del monasterium monialium, monastero di monache di Lambrugo.

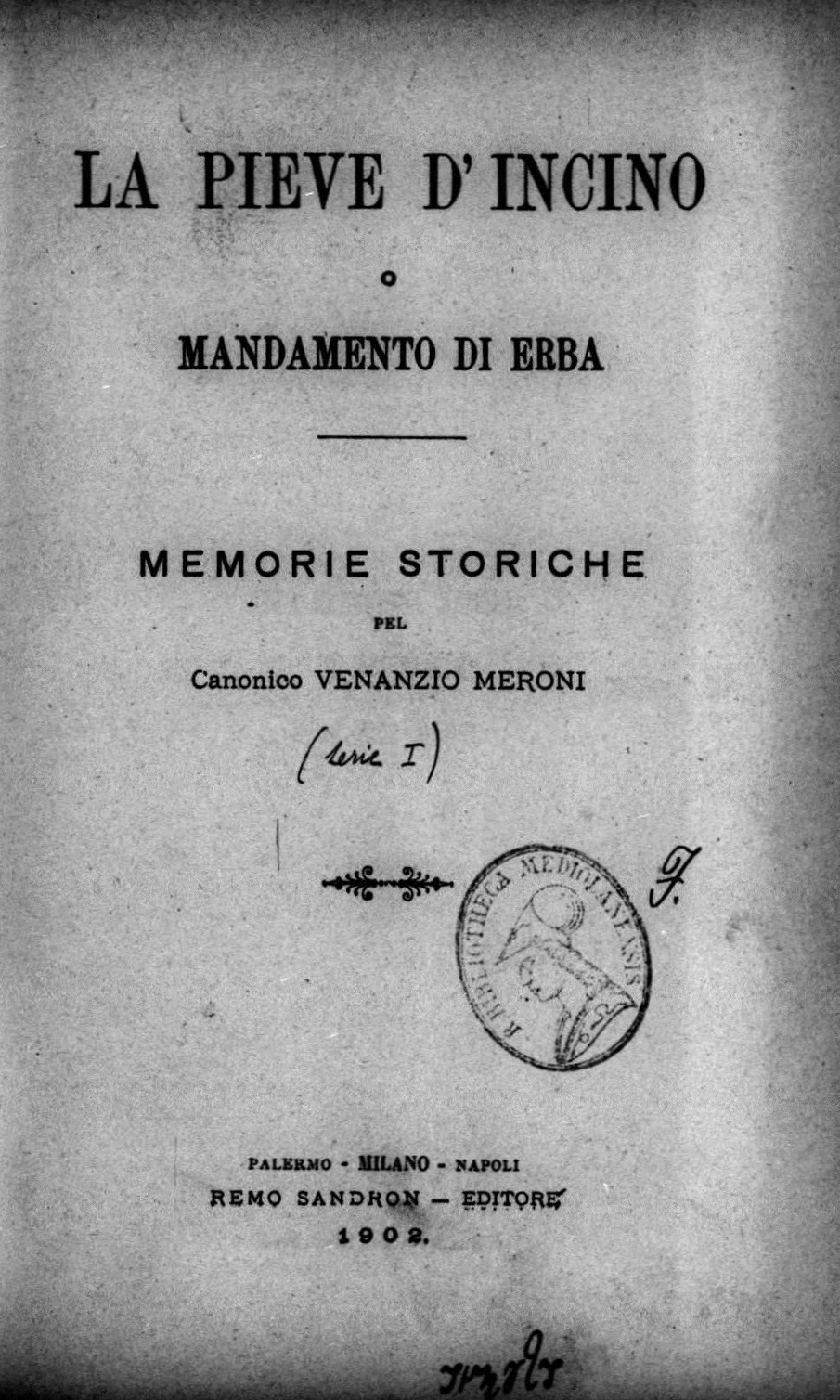
Venanzio Meroni, Pieve d'incino o mandamento di Erba, 1902

Col Rinascimento la pieve assunse anche una funzione amministrativa civile come ripartizione locale della Provincia del Ducato di Milano, al fine di ripartire i carichi fiscali e provvedere all'amministrazione della giustizia. La sorte della pieve incinense fu tuttavia particolare, venendo segnata da quella che per alcuni storici fu un vero e proprio caso di spartizione politica. Usuale era infatti la sub-ripartizione delle pievi in squadre, ossia compartimentazioni statistiche ed elettorali, ma nella Pieve di Incino le tre squadre periferiche, ossia la Squadra dei Mauri, la Squadra di Nibionno e la Squadra di Canzo assunsero anche una rilevanza istituzionale, arrivando a secessionare dalla pieve originaria e venendo infeudate ad autorità diverse. Per quanto riguarda la Squadra dei Mauri e la Squadra di Nibionno, secondo alcune fonti, la suddivisione fu il risultato di un compromesso fra i due partiti che costituivano il sistema politico bipolare dell'Italia tardo-medievale, ossia i guelfi e i ghibellini: il partito guelfo, predominante sia a livello statale che ad Incino, avrebbe trovato un accomodamento col suo opponente concedendogli l'amministrazione separata delle due squadre caratterizzate da un chiaro orientamento ghibellino. Per quanto riguarda invece la Squadra di Canzo, o Corte di Casale, si tratterebbe invece, come suggerisce il nome e come conferma l'organizzazione interna di questa unità territoriale, di una istituzione precedente, che affonda le sue radici nell'Alto Medioevo. La denominazione, evitando il nome del capoluogo Canzo, tradisce una struttura federativa paritaria tra i comuni, fondata probabilmente, come nel caso della Corte di Monza, su un'unità e su dei privilegi di matrice spirituale, quali i legami con l'Abbazia di San Pietro al Monte e la presenza di terreni appartenenti tanto al Capitolo di Sant'Ambrogio di Milano quanto al Capitolo del Duomo di Monza. In questo contesto, occorre osservare come i presbiteri della basilica milanese abbiano amministrato l'intera pieve per oltre un secolo, avendola tenuta in feudo fino all'XI secolo dopo averla ottenuta da Lotario I nell'anno 835.    
Anche la pieve religiosa non fu comunque esente da stravolgimenti: fu forse un atto di invidia nei confronti della potente Incino da parte di Erba che probabilmente portò San Carlo Borromeo nel 1584 ad occuparsi del caso dello spostamento della sede plebanea: si prese a pretesto il fatto che la chiesa prepositurale di Santa Eufemia di Incino fosse troppo piccola e troppo dispendioso fosse il suo costo per l'ampliamento a spingere l'arcivescovo milanese a decretare il trasferimento delle funzioni plebane da Incino alla chiesa di Santa Maria di Villincino, all'epoca una comunità separata fra Incino e il comune di Erba. È bene dire che per molti secoli la nuova pieve continuò ad essere chiamata pieve di Incino, il nome di Pieve di Erba affermandosi solo in alcuni ambiti ecclesiastici.
Dal punto di vista civile, la pieve amministrativa fu oggetto di un esperimento riformatore di stampo illuminista da parte dell'Imperatore Giuseppe II, che nel 1786 la incluse nella Provincia di Como, provvedimento però cancellato dopo soli cinque anni dal fratello Leopoldo II, imperatore ben più conservatore. La pieve fu poi soppressa nel 1797 in seguito all'invasione di Napoleone e alla conseguente introduzione di nuovi e più moderni distretti.
Nel 1906, dal cardinal Ferrari fu amplificata l'autonomia anche ecclesiastica della Corte di Casale, che già almeno dal XIII secolo circa possedeva presso Canzo il privilegio del fonte battesimale, istituendo il vicariato foraneo di Canzo, totalmente autonomo rispetto a quello di Villincino. Con questa riduzione territoriale, la pieve religiosa di Incino resistette sino al 1972 quando, assieme a tutte le altre pievi lombarde, venne soppressa dai decreti del cardinale Giovanni Colombo, il quale istituì i moderni decanati. Oggi il suo ex territorio copre un'area di 52,13 km² con una popolazione di 33.625 abitanti nel 1972 e ricade sotto il decanato di Erba comprendendo 21 parrocchie.

## Territorio
Nella seconda metà del XVIII secolo, il territorio della pieve era così suddiviso:
| Pieve civile                                           | Pieve ecclesiastica                              |
| Comune di Incino                                       | Parrocchia di Santa Maria Nascente               |
| Comune di Albese Comune di Cassano                     | Parrocchia di Santa Margherita                   |
| Comune di Alserio                                      | Parrocchia di San Clemente                       |
| Comune di Anzano Comune di Fabbrica                    | Parrocchia di San Michele                        |
| Comune di Arcellasco                                   | Parrocchia dei Santi Pietro e Paolo              |
| Comune di Buccinigo                                    | Parrocchia di San Cassiano                       |
| Comune di Carcano                                      | Parrocchia di San Dionigi                        |
| Comune di Crevenna                                     | Parrocchia di Santa Maria Maddalena              |
| Comune di Erba                                         | Parrocchia di San Maurizio                       |
| Comune di Lurago Comune di Colciago Comune di Lambrugo | Parrocchia di San Giovanni evangelista           |
| -- Comune di Merone                                    | Parrocchia dei Santi Giacomo e Filippo           |
| Comune di Monguzzo                                     | Parrocchia dei Santi Biagio e Sebastiano martiri |
| Comune di Orsenigo                                     | Parrocchia di San Martino vescovo                |
| Comune di Parravicino con Casiglio                     | Parrocchia di Santa Maria Assunta                |
| Comune di Ponte Comune di Lezza                        | Parrocchia di Santa Maria Annunciata             |
| Comune di Villalbese                                   | Parrocchia di San Vittore martire                |
| --                                                     | Parrocchia di Santo Stefano protomartire         |
| --                                                     | Parrocchia di Sant'Ambrogio                      |
| --                                                     | Parrocchia di San Giovanni evangelista           |
| --                                                     | Parrocchia di San Fedele martire                 |
| --                                                     | Parrocchia di San Giorgio                        |
| --                                                     | Parrocchia di San Vincenzo martire               |
| --                                                     | Parrocchia di San Donnino                        |
| --                                                     | Parrocchia di Sant'Anna                          |
| --                                                     | Parrocchia di San Giuseppe                       |
| --                                                     | Parrocchia dei Santi Fermo e Rustico             |
| --                                                     | Parrocchia della Natività di Maria               |
| --                                                     | Parrocchia dei Santi Gregorio e Marco            |
| --                                                     | Parrocchia dei Santi Simone e Giuda              |
| --                                                     | Parrocchia dei Santi Ippolito e Cassiano         |
| --                                                     | Parrocchia di Santa Maria Assunta                |